# Alphonse Thomann
Pour les articles homonymes, voir Thomann.
Alphonse Thomann est un fabricant de bicyclettes et de motocyclettes  français. Il est important de distinguer la société portant le nom « Alphonse Thomann » de la marque « Thomann » (sans le prénom).
La société « Cycles A. Thomann » ou « A. Thomann et Cie » est fondée vers 1908, boulevard de Versailles, à Suresnes, par les frères Alphonse et Jean Thomann. Alphonse Thomann est l'un des fondateurs de l'« Union Athlétique de Suresnes », en 1910, qui devient la « Société Sportive de Suresnes » et porte les couleurs bleue avec une bande orange, la couleur des vélos A. Thomann. 
La société « A. Thomann et Cie » est dissoute en octobre 1911 et vendue à la Société « Gentil et Cie », installée avenue Félix Faure, à Nanterre, depuis, 1908. La filiale « Cycles Thomann et Cie » ou « Thomann et Cie » construit des bicyclettes et des motocyclettes sous la marque « Thomann » (sans prénom), vélo orange avec un éléphant comme emblème. Thomann construit aussi des motocyclettes deux temps de 98 et 173 cm3. Après 1919, la marque « Thomann » est intégrée au groupe Alcyon.
En 1920, Jean fabrique des cycles et motocyclettes, à Paris, rue des Vertus, puis à  Montreuil-sous-Bois, en 1926, sous le nom de « Jean Thomann », avec pour emblème un gorille.
En 1923-1924, Alphonse recrée une fabrique de cycles sous le nom « Alphonse Thomann & Cie », puis « Cycles Alphonse Thomann S.A. », avenue Georges-Clemenceau, à Puteaux ou Nanterre, en 1925, « Etablissement Alphonse Thomann S.A. », en 1933. Gentil lui fait interdire l’utilisation des marques « Alphonse Thomann » et « Thomann et Cie ». 
La marque « Thomann » sponsorise une équipe cycliste française, de cyclisme professionnel sur route, maillot orange à bande blanche, de 1909 à 1956